# کیم ته هون (بازیگر)
کیم ته هون (کره‌ای: 김태훈؛ زادهٔ ۲۶ مهٔ ۱۹۷۵) بازیگر اهل کره جنوبی است.
از آثاری که وی در آن‌ها نقش داشته است، می‌توان به فیلم‌های مردی از هیچ‌کجا و صدای یک گل و مجموعه‌های تلویزیونی مرد بی‌گناه، پرسونا و شیطان من اشاره کرد.